# North Wilkesboro (North Carolina)
North Wilkesboro er en by i Wilkes County (amt) i det nordvestlige North Carolina, USA. Byen ligger på den nordlige bred af Yadkin River. På den sydlige ligger Wilkesboro. Hver af de to byer har eget bystyre, og er helt selvstændige trods placering og navnesammenfald.

## Historie
I 1891 anlagde "Norfolk and Southern" jernbanekompagniet en jernbanelinie ind i Wilkes County. Jernbanen sluttede ved Wilkesboro, der var amtshovedstad (county seat), men den lå på den nordlige side af floden, hvor stationen også blev bygget. Hurtigt udviklede der sig en ny by omkring jernbanen, og byen fik navnet North Wilkesboro.
Allerede inden byen blev anlagt lå her spredt bebyggelse, og blandt andet boede opdagelsesrejsende og pelsjæger, Daniel Boone i området i flere år, før han rejste vest på til Kentucky.

## Befolkning
Byen har (2000) 5.116 indbyggere. 78% er hvide, 14 % af afrikansk afstamning, 0,4 % er oprindelige amerikanere, 0,7 % er asiater og ca. 7 % fra andre racer.
Gennemsnitsindkomsten i byen er $22.813 eller kun godt halvdelen af gennemsnitsindkomsten i Wilkesboro. 21,2% lever under fattigdomsgrænsen, hvilket er ca. det dobbelte af Wilkesboro.

## Forretningsliv og kultur
Byens største arbejdsplads er Wilkes Regional Medical Center, som er det største hospital i det nordvestlige North Carolina. Tidligere havde butikskæderne Lowe's Home Improvement, der sælger møbler mv. og Lowe's Food (der er en supermarkedskæde) begge hovedsæde i byen, men disse to kæder har flyttet deres hovedsæder til henholdsvis Charlotte og Winston-Salem.
Carolina Mirror Company, der tidligere var USA's største producent af spejle, har stadig hjemme i byen, som også tæller møbel- og tekstilindustri. Men mange af disse virksomheder er blevet lukket i de senere år, og aktiviteterne flyttet til Asien og Latinamerika. Dette har bevirket en forholdsvis stor arbejdsløshed i byen, og dette har selvfølgelig betydning for indkomstniveauet.
Indtil 1996 var North Wilkesboro hjemsted for motorbanen North Wilkesboro Speedway, som var én af de første baner, hvor der blev kørt NASCAR løb. NASCAR er en forkortelse for National Association of Stock Car Racing. To ar de årlige løb i NASCAR serien, blev kørt på banen, og var med til at skabe store indtægter til byen. I 1996 blev banen imidlertid opkøbt og lukket, og de to løb blev flyttet til henholdsvis Texas og New Hampshire, hvor de nye ejere i forvejen havde baner.
I centrum af byen afholdes den sidste lørdag i september en årlig rockkoncert "Battle of the Bands", der varer en dag, og som typisk har deltagelse af omkring 20 rockgrupper.
Desuden holdes to andre festivaler i byen "Shine to Wine" der en vinfestival med fokus på lokale og regionale vine, samt på udviklingen fra området fra et sted, hvor der blev produceret ulovlig spiritus (Moonshine), til et område, hvor der nu dyrkes og produceres vin. Den anden festival er Brushy Mountain Apple Festival, der fejer æblehøsten i Brushy Mountains. Denne festival, som varer en enkelt dag, byder på dans, musik, kunst, kunsthåndværk, og mad. Alt sammen med udgangspunkt i traditionerne fra den sydlige del af Appalacherne. Mere end 160.000 mennesker pljer at deltage i denne festival, der er en af de største en dages festivaler i det sydøstlige USA.